# داوائو اوکیدنتال
داوائو اوکیدنتال (به لاتین: Davao Occidental) یک منطقهٔ مسکونی در فیلیپین است که در منطقه داوائو واقع شده است.